# Язъяван (футбольный клуб)
«Язъява́н» (узб. «Yozyovon» futbol klubi/«Ёзёвон» футбол клуби) — узбекистанский футбольный клуб из городского посёлка Язъяван, который является административным центром одноимённого района Ферганской области.

## История
Основан в 2012 году под названием «Язъяванчи», с 2014 до конца 2017 года именовался «Язъяван Лочинлари» («Сапса́ны Язъявана»).
4 сезона подряд (2015-2018) выступал в Первой/Про-лиге — 2-м по уровню и значимости футбольном дивизионе страны. В 2018 году в Про-лиге B Узбекистана занял 5-е место среди 9 участников.

## Достижения
Победитель группы финального этапа Второй лиги Узбекистана (2014).
 Победитель чемпионата Ферганской области (2013).

## Статистика выступлений
| Сезон | Лига                         | Место          | Кубок         |
| ----- | ---------------------------- | -------------- | ------------- |
| 2012  | Вторая лига Узбекистана      | 6-е (группа A) | не участвовал |
| 2013  | Чемпионат Ферганской области | 1-е            | не участвовал |
| 2014  | Вторая лига Узбекистана      | 1-е (группа A) | не участвовал |
| 2015  | Первая лига Узбекистана      | 8-е (финал)    | 1/32 финала   |
| 2016  | Первая лига Узбекистана      | 10-е           | 1/16 финала   |
| 2017  | Первая лига Узбекистана      | 12-е           | 1/8 финала    |
| 2018  | Про-лига B Узбекистана       | 5-е            | 1/16 финала   |

## Главные тренеры
| Годы       | Главный тренер     |
| ---------- | ------------------ |
| 2012—2014  | Салимджон Зокиров  |
| 2014       | Асад Дурмонов      |
| 2015       | Абдусамад Дурмонов |
| 2015       | Исломбек Исмоилов  |
| 2016       | Роберт Гай         |
| 2016       | Исломбек Исмоилов  |
| 2016—н. в. | Салимджон Зокиров  |